# Sigolsheim
Sigolsheim è un comune francese di 1 219 abitanti situato nel dipartimento dell'Alto Reno nella regione del Grand Est.
Nel suo territorio scorre il fiume Fecht.

## Società

### Evoluzione demografica
Abitanti censiti

## Galleria d'immagini

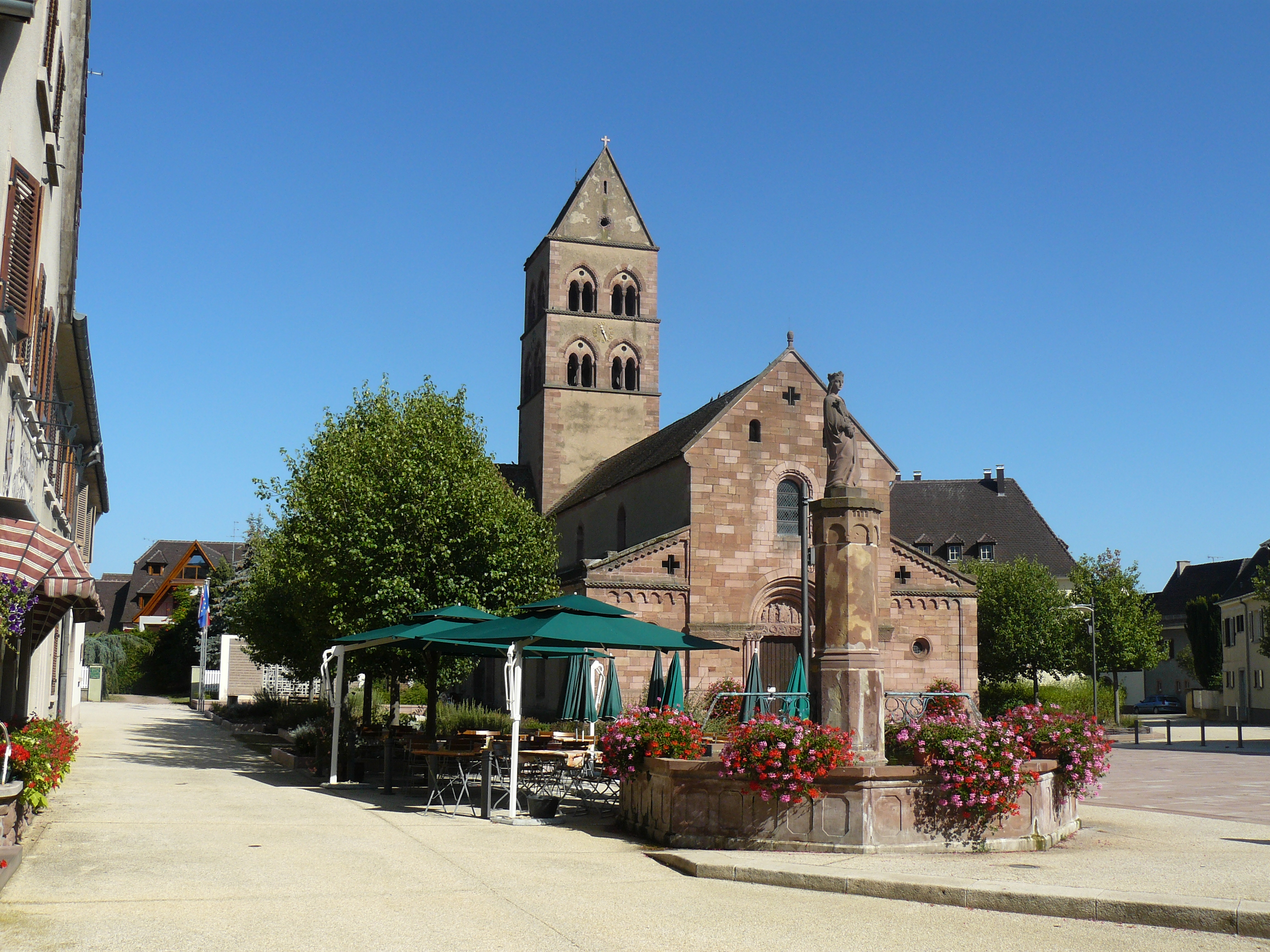
Chiesa dei Santi Pietro e Paolo
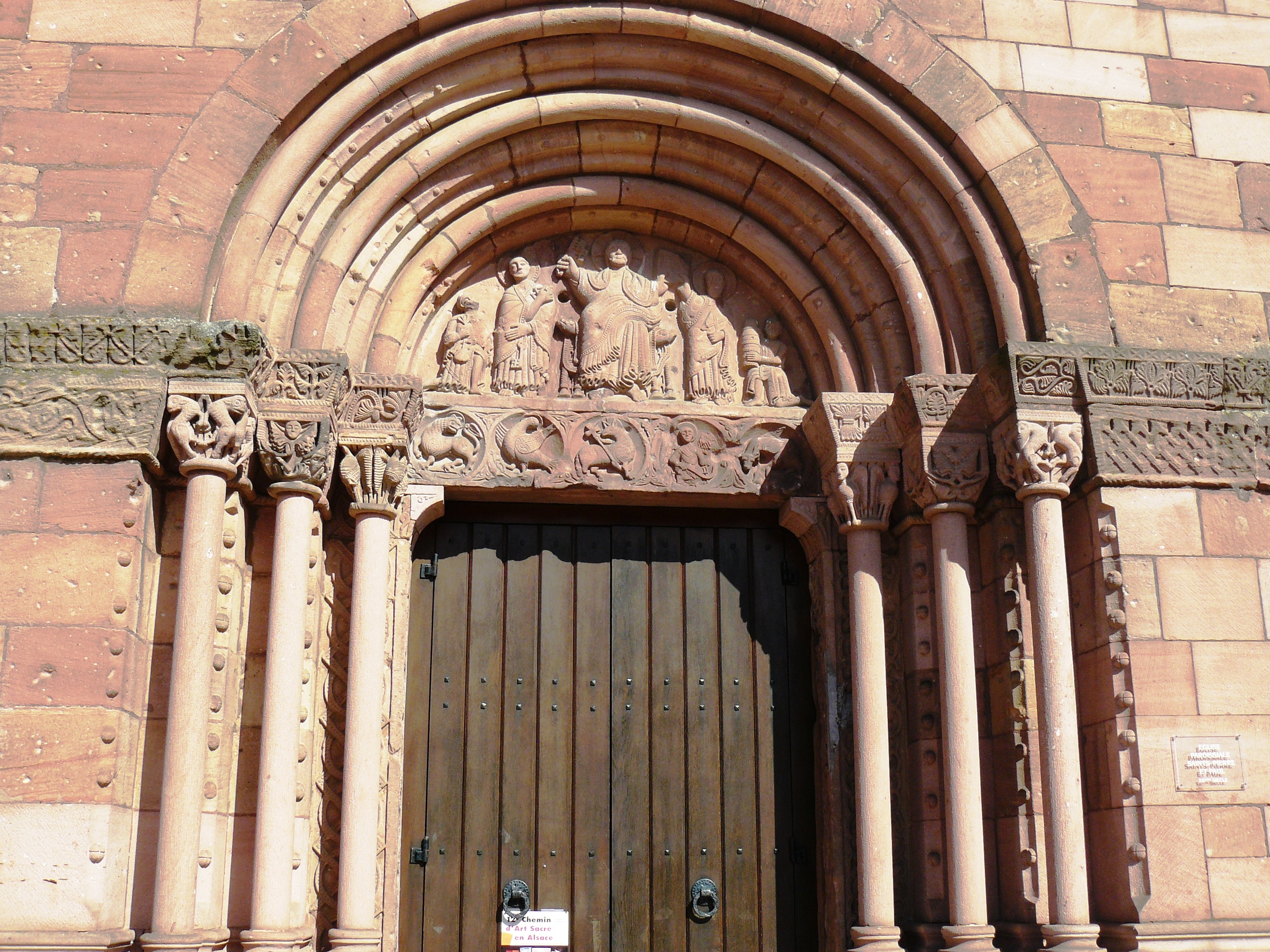
Portico della chiesa dei Santi Pietro e Paolo
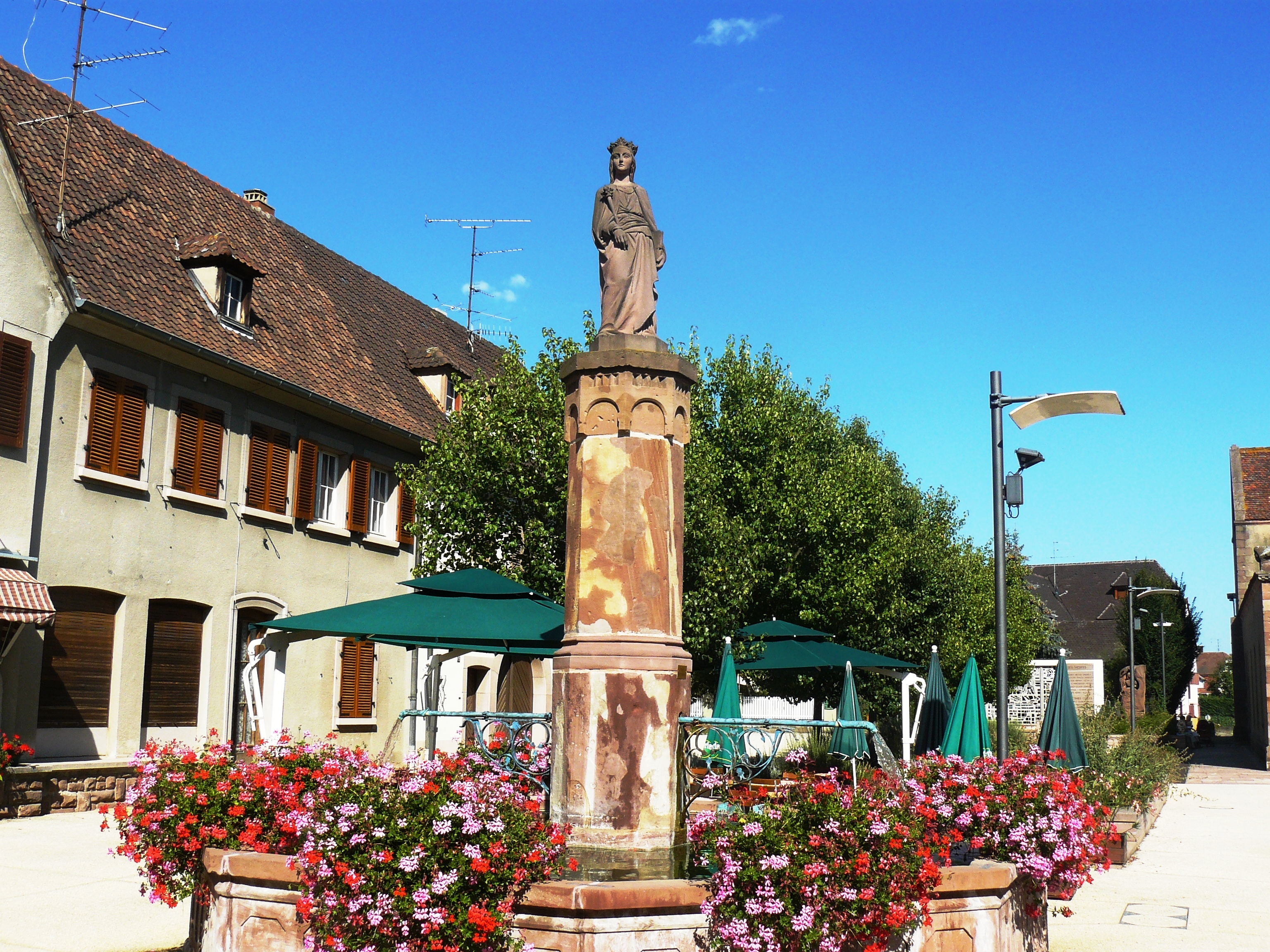
Fontana di Santa Riccarda